# Ministre de la Défense (Japon)
Le ministre de la Défense (防衛大臣, Bōei Daijin) est un membre du Cabinet du Japon chargé du ministère de la Défense.
Le poste est actuellement occupé par Gen Nakatani depuis le 1er octobre 2024.

## Liste des ministres
| #  | Image | Nom                     | Début du mandat   | Fin du mandat     | Cabinet                      |
| -- | ----- | ----------------------- | ----------------- | ----------------- | ---------------------------- |
|    |       |                         |                   |                   |                              |
| 1  |       | Fumio Kyūma             | 9 janvier 2007    | 4 juillet 2007    | Shinzō Abe                   |
| 2  |       | Yuriko Koike            | 4 juillet 2007    | 27 août 2007      | Shinzō Abe                   |
| 3  |       | Masahiko Kōmura         | 27 août 2007      | 26 septembre 2007 | Shinzō Abe                   |
| 4  |       | Shigeru Ishiba          | 26 septembre 2007 | 2 août 2008       | Yasuo Fukuda                 |
| 5  |       | Yoshimasa Hayashi       | 2 août 2008       | 24 septembre 2008 | Yasuo Fukuda                 |
| 6  |       | Yasukazu Hamada         | 24 septembre 2008 | 16 septembre 2009 | Taro Aso                     |
| 7  |       | Toshimi Kitazawa        | 16 septembre 2009 | 2 septembre 2011  | Yukio Hatoyama Naoto Kan     |
| 8  |       | Yasuo Ichikawa          | 2 septembre 2011  | 13 janvier 2012   | Yoshihiko Noda               |
| 9  |       | Naoki Tanaka            | 13 janvier 2012   | 4 juin 2012       | Yoshihiko Noda               |
| 10 |       | Satoshi Morimoto        | 4 juin 2012       | 26 décembre 2012  | Yoshihiko Noda               |
| 11 |       | Itsunori Onodera        | 26 décembre 2012  | 3 septembre 2014  | Shinzō Abe                   |
| 12 |       | Akinori Eto             | 3 septembre 2014  | 24 décembre 2014  | Shinzō Abe                   |
| 13 |       | Gen Nakatani            | 24 décembre 2014  | 3 août 2016       | Shinzō Abe                   |
| 14 |       | Tomomi Inada            | 3 août 2016       | 28 juillet 2017   | Shinzō Abe                   |
|    |       | Fumio Kishida (intérim) | 28 juillet 2017   | 3 août 2017       | Shinzō Abe                   |
| 15 |       | Itsunori Onodera        | 3 août 2017       | 2 octobre 2018    | Shinzō Abe                   |
| 16 |       | Takeshi Iwaya           | 2 octobre 2018    | 11 septembre 2019 | Shinzō Abe                   |
| 17 |       | Tarō Kōno               | 11 septembre 2019 | 16 septembre 2020 | Shinzō Abe                   |
| 18 |       | Nobuo Kishi             | 16 septembre 2020 | 10 août 2022      | Yoshihide Suga Fumio Kishida |
| 19 |       | Yasukazu Hamada         | 10 août 2022      | 13 septembre 2023 | Fumio Kishida                |
| 20 |       | Minoru Kihara (en)      | 13 septembre 2023 | 1er octobre 2024  | Fumio Kishida                |
| 21 |       | Gen Nakatani            | 1er octobre 2024  | en cours          | Shigeru Ishiba               |